# Catolaccus victoria
Catolaccus victoria är en stekelart som beskrevs av Burks 1954. Catolaccus victoria ingår i släktet Catolaccus och familjen puppglanssteklar. Inga underarter finns listade.